# Italia bajo dominio extranjero
Italia bajo dominio extranjero es el periodo de la historia de Italia que viene caracterizado por la hegemonía de los Habsburgo españoles (1559-1713) y después por los Habsburgo de Austria (1713-1796).

## Economía y sociedad
Tras las crisis demográficas de la segunda mitad del siglo XIV, Italia, junto con el resto de Europa occidental, se recuperó espectacularmente: entre 1400 y 1600 la población italiana casi se duplicó, pasando de alrededor de siete millones a cerca de trece millones. Italia era la región más urbanizada en Europa occidental, pero aún el ochenta y ocho por ciento de la población era rural, y dada la relativa paridad en las tasas de nacimientos y defunciones, las ciudades crecieron como resultado de la emigración rural. El trigo y la lana eran los principales productos agrícolas, y la producción textil de lanas y sedas siguió siendo la principal industria en las ciudades. El aumento de población implicó el aumento de la demanda de productos, que supuso la ampliación de las roturaciones pero no lo suficiente, lo que elevó la inflación, favorecida por el incremento del suministro de plata que procedía del Nuevo Mundo, y con unos derrochadores gastos militares en guerras.
A finales del siglo XVI, el crecimiento demográfico se detuvo, la producción agrícola y las industrias urbanas entraron en crisis en la década de 1610, alcanzando su punto más bajo alrededor de 1650. La agricultura intensiva mantenía a las grandes ciudades, pero un excesivo desarrollo a tierras improductivas, el agotamiento del suelo y la falta de financiación, oprimieron a la población. El hambre persistió en Italia durante toda la década de 1590, la peste afectó el norte italiano en 1630-1631, reduciéndose la población de forma general en un cuarto, pero grandes ciudades de Milán y Génova perdieron hasta la mitad de su población. Con el aumento de población y de mano de obra en el siglo XVI se habían reducido los salarios, pero con la crisis demográfica del siglo XVII los salarios subieron y los precios bajaron. Además, la guerra de los Treinta Años entre 1618-1648 en Europa y la guerra de los otomanos y persas en Oriente en 1623-1639 interrumpieron el importante mercado de exportación italiano. En las ciudades, la producción de lana cayó un cincuenta por ciento en la década de 1620 y posteriormente casi desapareció, aunque la producción de seda se mantuvo, pero en definitiva las actividades comerciales y bancarias se restringieron. Las ciudades disminuyeron su actividad económica y dejaron pues de atraer inmigración, con lo que dejaron de crecer.
Esta involución económica del siglo XVII favoreció la inversión en propiedades territoriales y las rentas por encima del comercio y la industria. Las importaciones del noroeste europeo a precios más bajos frenaron el desarrollo industrial, los gremios se opusieron al cambio tecnológico y organizativo, y los mercaderes para escapar a las regulaciones gremiales favorecieron la implantación del sistema Putting-out, que transfirió la producción industrial urbana al campo. El capital se trasladó del sector industrial a la producción agrícola de cultivos comerciales como el aceite de oliva, el vino y la seda salvaje, con lo que el número de artesanos y mercaderes urbanos disminuyó mientras que la de los campesinos analfabetos aumentó, y la nobleza terrateniente intensificó su poder. 
Desde la década de 1730 las hambres y las epidemias remitieron, y favorecido por el incremento de producción la población empezó a crecer. Siguiendo la tendencia del siglo XVII, la inversión en la tierra favoreció el aumento de la producción que favoreció el crecimiento demográfico. A pesar de que la población en Italia entre 1700 y 1800 aumentó alrededor de un tercio, a dieciocho millones, en el resto de Europa la población creció el doble respecto de esa proporción. El comercio atlántico provocó el estancamiento del Mediterráneo, el comercio exterior de Italia disminuyó y sus exportaciones pasaron de ser de valiosos productos manufacturados a materias primas relativamente baratas, como productos agrícolas, y también de productos semielaborados, y se convirtió en un importador de productos industriales acabados. Las economías urbanas fueron incapaces de aumentar su participación en el producto económico y el relativo estancamiento demográfico y económico evitó un desarrollo pleno de una revolución agraria o industrial durante el siglo XVIII, quedando limitado a las reformas de los gobernantes ilustrados. La aristocracia mantuvo el control hegemónico de la política y la economía, dominando la propiedad de la tierra y controlando las instituciones. Las zonas rurales, donde vivía el noventa por ciento de la población, incrementaron su población principalmente en el siglo XVIII, pero paralelo al crecimiento de población los salarios disminuyeron, lo cual deterioró su nivel de vida, mientras que en las ciudades las instituciones públicas y benéficas estabilizaron la situación de la población urbana. A pesar de todo, los pobres debían representar entre un cuarenta y cincuenta por ciento de la población en el siglo XVIII.

## Reichsitalien
Hacia mitad del siglo XVI los territorios italianos al norte de los Estados pontificios y con excepción de Venecia, seguían formando parte del Imperio. La Italia imperial (Reichsitalien) abarcaba un área alrededor de 65.000 km², del norte del norte y centro italiano, cuyo territorio dependía del Emperador, y era también parte de la estructura feudal del Reich: los principados de Toscana, Milán, Saboya, Mantua, Módena, Reggio, Massa, Montferrato, Parma, Piacenza, y Mirandola, las repúblicas de Génova, Lucca, y unos 200-300 pequeños feudos, en dependencia directa del emperador, como los caballeros imperiales de Piamonte, o familias condales reichsfrei como los Malaspina, interesados en conservar su vínculo con el Emperador para contrarrestar las apetencias de sus poderosos vecinos circundantes. Con la excepción de Saboya, ninguno de estos territorios se incluyó dentro de los estructura de círculos imperiales (Reichskreise), e incluso la membresía de Saboya en el círculo del Alto Rin permaneció tenue, pues no ejercitó su voto desde el siglo XVII. 
El poder del emperador en la Italia imperial consistía en la concesión de dignidades y privilegios a territorios y vasallos, y en la sujeción de los señores ante el Consejo Áulico. A través del Consejo Áulico (Reichshofrat) la suprema Corte administrativa, feudal y constitucional establecida en Viena, el emperador podía intervenir directamente en el gobierno de los territorios del Reich, y era más barato, más rápido y más decisivo acudir al Consejo Áulico que a la Cámara Imperial (Reichskammergericht), dominada por los Estados imperiales y en la que sus miembros reflejaban los intereses contrapuestos de los mismos Estados El Consejo Áulico tenía jurisdicción de apelación concurrente con la Cámara Imperial en todos los casos y los asuntos que tenía bajo jurisdicción exclusiva fueron: procesos feudales relativos a los feudatarios inmediatos del emperador, apelaciones de los dominios hereditarios del emperador, y todos los asuntos concernientes a la jurisdicción imperial en Italia. Por tanto, los territorios del Reichsitalien eran ocupados por el Consejo Áulico sin interferencia de la Cámara Imperial, ocupándose de aspectos relativos a la investitura de vassallos italianos, disputas sobre la posesión de un feudo, conflictos fronterizos, procesos de confiscación de feudos, y en general cualquier tipo de disputa relativa a los Feuda Imperialia, como el más alto tribunal de apelación para todo el reino de Italia, y de hecho tenía una sección en latín, con su propio secretario (Reichshofratssekretär), que se ocupaba en su mayor parte de los casos italianos, y también un fiscal (Reichshoffiskal) que se encargaba de rastrear los derechos imperiales.

## La hegemonía española
Tras la paz de Cateau-Cambrésis, España estableció su supremacía en Italia. Su artífice había sido el emperador Carlos V, cuando concedió a su hijo Felipe la investidura del ducado de Milán, que se sumó a la posesión de Nápoles, Sicilia y Cerdeña, al asumir Felipe la Corona española en enero de 1556. En ese mismo año, el rey español creó el Consejo de Italia para los asuntos de los territorios de Nápoles, Sicilia y Milán, lo cual complicaba la posición imperial en el norte de Italia, puesto que España buscaba establecer su propia red de dependencias a expensas del control imperial y papal, con la finalidad de garantizar el aprovisionamiento de los Países Bajos y asegurarse accesos directos al mar, España se convirtió así en un poder feudal italiano, lo que resultó que los territorios italianos dependieron de la política española, así por ejemplo, tras la guerra de Siena, el rey español invistió en 1557 a Cosme de Médici con Siena como una subinfeudización, reservándose el español los Presidios de Toscana.
La debilidad imperial contrasta con la presencia española en Italia. El emperador carecía de una base territorial en Italia, con lo cual estaba limitado a ser el suzerano feudal de los territorios del Reichsitalien, lo que aceptaba en la capitulación imperial (Wahlkapitulation), y por tanto tenía el derecho de investidura. Sin embargo, a pesar de la supremacía española en Italia, los territorios italianos al norte de los Estados pontificios y con excepción de Venecia, seguían formando parte del Imperio, y los emperadores no renunciaron a su prerrogativas. Así pues, si bien en marzo de 1556 el emperador Carlos V hizo a su hijo Felipe, y a sus sucesores, vicario perpetuo del Imperio en Italia, en 1558 el rey español solicitó a su tío el emperador Fernando I la investidura oficial como vicario general del Imperio en Italia, pero la cuestión fue rechazada sutilmente por el emperador, puesto que su aceptación habría supuesto de hecho la pérdida imperial en Italia, con lo que condicionó el vicariato a la presencia forzosa del rey español en Italia, y al posible conflicto que podía originarse en el Imperio.
En el Reichsitalien el emperador permanecía como el suzerano de los 250-300 grandes y pequeños feudos, donde los lazos feudales se habían convertido en la forma principal de feudalismo se . Fue el emperador Carlos V fue el principal arquitecto de esta refeudalización imperial, y así invistió a Alejandro y a Cosme de Médici como duques de Florencia, en 1545 creó el ducado de Parma para el hijo del papa Paulo III, y a Federico II Gonzaga le elevó a duque de Mantua en 1530, su descendiente Guillermo I Gonzaga recibió de Rodolfo II en 1575 la investidura del ducado de Monferrato. 
El emperador permanecía como el suzerano de los 250-300 grandes y pequeños feudos italianos. Los vínculos feudales fueron el principal medio para que los grandes poderes ejercieran su control en Italia, y el emperador Carlos V fue el principal arquitecto de esta refeudalización imperial, y los sucesivos emperadores confirmaron esta tendencia. Así, Carlos V invistió a Alejandro y a Cosme de Médici como duques de Florencia, en 1545 creó el ducado de Parma para el hijo del papa Paulo III, y a Federico II Gonzaga le elevó a duque de Mantua en 1530, al que se le añadió la investidura del marquesado de Montferrato en 1536, territorio que sería elevado a ducado por el emperador Maximiliano II en 1574.
En 1569, el duque de Florencia Cosme de Médici obtuvo del papa Pío V el título de Gran duque de Toscana, pero al ser territorio imperial no recibió reconocimiento internacional hasta que el emperador Maximiliano II otorgó la investidura en 1575 a su hijo Francisco de Médici a cambio de 100.000 ducados. Por otra parte, el papado asumió el control directo del ducado de Ferrara en 1598 y el de Urbino en 1626, con lo que tras la pérdida de Ferrara, César de Este obtuvo la investidura del ducado de Módena como feudo imperial del emperador Rodolfo II.
La investidura del marquesado de Finale fue un conflicto que implicó a la familia Del Carretto, titulares expulsados del marquesado; el Emperador, que apoyaba sus derechos; España, que quería impedir la presencia de un poder hostil y además asegurarse un puerto para el Milanesado; y de Génova, que consideraba Finale como parte de su territorio y quería impedir la presencia de un puerto rival a Génova. España ocupó temporalmente Finale en 1571, para impedir la intervención de Francia, lo que provocó el malestar del emperador Maximiliano II y fricción diplomática con su primo rey Felipe II de España, quien no obstante, reconoció la suzeranía del Emperador y un comisario imperial pasó a administrar el territorio. En 1602, habiendo adquirido anteriormente los derechos de la familia Del Caretto, las tropas españolas se apoderaron de Finale, pero no fue reconocido por los emperadores, hasta que en el Tratado de Oñate de 1617, por el que el rey Felipe III de España renunciaba a la herencia del emperador Matías, el rey español obtuvo, entre otras, la promesa de investidura de Finale, que se llevó a cabo en 1619. El marquesado de Finale quedó en poder español hasta que en 1713 la República de Génova compró el marquesado al emperador Carlos VI, ya que era el pretendiente al trono español como Carlos III.
Distanciada de los vaivenes de la política europea de Felipe II, la situación italiana varió poco hasta la guerra de los Treinta Años (1618-1648). El duque Manuel Filiberto de Saboya obtuvo de los reyes de Francia en la segunda mitad del siglo XVI, los territorios que éstos aún retenían en Piamonte, y su hijo el duque Carlos Manuel I de Saboya emprendió una política más expansiva enfrentándose contra Francia, resuelto en el Tratado de Lyon (1601) con Enrique IV de Francia, en el que Saboya añadió a su territorio el marquesado de Saluzzo, de forma que se cerró para el monarca francés una fácil puerta de entrada en Italia, además este tratado impidió la alianza del gran duque Fernando de Médici con el rey francés para intentar sacudirse de la tutela española. Sin embargo los intentos del duque Carlos Manuel I de Saboya para incorporar el ducado de Monferrato fracasaron, el emperador y el rey de España se manifestaron en favor de los derechos del Fernando Gonzaga y el ejército de Saboya, con refuerzos de Venecia, Francia y protestantes alemanes fue derrotado por España, que impuso la paz de Pavía (1617)
La guerra de los Treinta Años fue aprovechada por Francia para intervenir de nuevo en Italia en la Guerra de la Valtelina (1623-1626), y en la Guerra de Sucesión de Mantua (1628-1631). La Casa Gonzaga, que ostentaba el ducado de Mantua, obtuvo la investidura del marquesado de Montferrato del emperador Carlos V en 1536, tras la extinción la línea masculina en el marquesado tres años antes y Montferrato fue elevado a ducado por el emperador Maximiliano II en 1573. En 1627 se extinguió la descendencia directa de los Gonzaga, momento aprovechado por el emperador Fernando II de Habsburgo y el Cardenal Richelieu para promover a sus candidatos respectivos, Ferrante II Gonzaga (ascendido en 1621 a duque de Guastalla por el emperador Fernando II) y Carlos I de Gonzaga-Nevers. El emperador reclamó Mantua y Montferrato como feudos imperiales, mostrando la vigencia de los derechos imperiales del emperador como suzerano del Reichsitalien al ver amenazada su posición por Francia, los españoles intervinieron en su apoyo, y los franceses invadieron Saboya y Piamonte. El Consejo privado del Imperio (Geheimer Rat) se disgustó con la intervención francesa puesto que buscaba debilitar la posición del Emperador en el Reichsitalien, pero la campaña de Carlos de Nevers sobre Cremona fue el catalizador para organizar un ejército imperial para garantizar la autoridad imperial en el Reichsitalien.
La mediación del papa Urbano VIII produjo el tratado de Cherasco (1631), en un acuerdo público con el emperador, Carlos I de Gonzaga-Nevers, obtuvo la investidura del ducado, mientras que con un tratado privado se aseguró el Pinerolo y Casale para Francia a expensas de Saboya, lo que suponía una puerta directa de acceso de Francia en Italia. Saboya entró en la órbita y alianza francesa, lo que se materializó a partir de la entrada de Francia en la guerra de los Treinta Años en 1635, sufriendo en su territorio los vaivenes de la guerra entre España y Francia.
A pesar de que la Paz de Westfalia (1648) dejó al emperador ante una soberanía fragmentada en el Imperio, durante el reinado del emperador  Leopoldo I se produjo una recuperación imperial con la transformación del emperador en una figura internacional, la contribución de los territorios del Imperio a un ejército imperial común, así como la intensificación de los derechos feudales imperiales en el Reichsitalien, aprovechando la continua debilidad española, sobre todo con posterioridad a 1659.
La política expansiva del rey Luis XIV de Francia empleando las Cámaras de Reunión (tribunales que designaban los territorios a ocupar por Francia por haber dependido de ella en alguna ocasión) frustró los intentos españoles de restablecer su anterior influencia, dejando la zona en dependencia de Austria después de 1682. Los oficiales españoles en Milán cooperaban con los esfuerzos austríacos para revivir la influencia imperial, mientras un número creciente de nobles italianos entraron al servicio de los Habsburgo austríacos en preferencia de España o del Papa. Los intentos imperiales en la década de 1690 de renovar los juramentos de fidelidad de los vasallos italianos del emperador encontraron una inesperada respuesta entusiástica. Italia llegó a ser un importante terreno de reclutamiento para el ejército austríaco, y el príncipe Eugenio de Saboya recaudó significativas contribuciones para el esfuerzo imperial de guerra de los vasallos italianos. El emperador estaba representado por legaciones permanentes en Roma, Milán, Pisa y Pavía, y sus oficiales tenían una función similar a la infraestructura de un círculo imperial en Alemania respecto de la coordinación en logros comunes como en aliviar la carestía. 
La formación de la Liga de Augsburgo en 1686 para detener el expansionismo francés, motivó el acercamiento del duque de Saboya hacia el emperador Leopoldo, aunque inicialmente para que le otorgara suzeranía sobre unos pequeños feudos en Le Langhe. En un periodo de reasunción de la autoridad imperial en el Reichsitalien, el duque de Saboya, como miembro del Imperio podía esperar protección el emperador y como agente del Emperador podía buscar prebendas en forma de dignidades o feudos. De esta forma, con la guerra estalló en 1688 y Víctor Amadeo inicialmente siguió los mandados franceses. La revuelta de los valdenses y la investidura imperial de los feudos de Le Langhe motivaron la intervención directa francesa en 1690, dada la posición estatégica de Saboya entre Francia y el Reichsitalien. El intervencionismo francés exigía la mitad del ejército saboyano y la ciudadela de Turín, lo que fue respondido con la declaración de guerra a Francia cuando el Duque hubo asegurado la alianza con España y el Emperador, y más tarde con los gobiernos angloholandeses. La intervención francesa era secundaria en la guerra, animada para proteger una invasión por su frontera sureste y obtener ventajas locales. Mientras que para el Emperador suponía expandir su influencia en el norte de Italia renovando reclamaciones de suzeranía sobre feudos imperiales italianos así como demandas de contribuciones de guerra de los vasallos imperiales. La alianza imperial en Saboya fue poco efectiva, y el territorio fue devastado por los ejércitos en liza, generando hambruna y carestía. Esto unido al hecho del crecimiento de la presencia imperial en Lombardía sería el factor principal que motivó la salida de Saboya de la Alianza obteniendo el Pinerolo, mientras Casale quedaba neutralizado para el duque de Mantua. Italia quedó fuera de la guerra dos meses después el 7 de octubre de 1696 en la tregua de Vigevano.
El periodo de la hegemonía española se caracterizó por una regresión general, el territorio sufrió el estado de guerra de la monarquía española y fue sometido a una elevada tributación. Para obtener dinero, los funcionarios españoles vendieron tierras, títulos de nobleza, y privilegios a una rica élite italiana, lo que provocó el abandono del comercio. La decandencia de la producción industrial produjo una regresión industrial y forzó a la importación de productos ya elaborados del norte de Europa, quedando las exportaciones para materias primas. La acumulación de riqueza en los propietarios de tierras generó máspobreza en los campesinos. La influencia española consolidó la Contrarreforma y con ello la persecución de ideas consideradas heréticas, provocando exilio de intelectuales y artistas.

## La disputa entre las Casas de Habsburgo y de Borbón

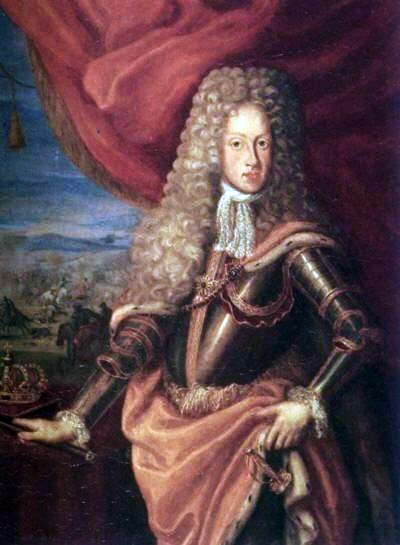
El emperador José I restauró la autoridad imperial en el Reichsitalien.

La guerra de sucesión española (1701-1715), supuso el espaldarazo definitivo de la intervención imperial en Italia. Ante el apoyo inicial del duque de Saboya a los Borbones, fue reclamado por el emperador Leopoldo a comparecer en 1701 ante el Consejo Áulico resultando el cambio de bando en 1703 en favor de los Habsburgo.
En 1705, falleció el emperador Leopoldo I, y le sucedió su hijo José I, pero el nuevo emperador, consciente de las prerrogativas del emperador frente a las injerencias del pontífice, no tenía una buena disposición ante la Santa Sede. En 1706, José I emprendió la conquista de Italia, el exitoso desenlace del asedio de Turín permitió a las tropas imperiales comandadas por el príncipe Eugenio de Saboya y conde Daun, conquistar Milán, poner en retirada a las tropas francesas y españolas, y eliminar la red rival feudal española; el Emperador invistió a su hermano Carlos con del ducado de Milán como feudo imperial, y al duque de Saboya con Valenza, Alesandría, Lumellina y Val de Sesia. El siguiente paso fue la conquista de Nápoles al año siguiente, para lo que hubo de atravesar los Estados Pontificios, pero no empleando la ruta más corta, sino la más cercana a Roma, para intimidar o humillar al Papa. El emperador José I, libre de la injerencia española, trató de hacer renacer los derechos del imperio sobre los grandes feudos de Italia usando sus prerrogativas imperiales para consolidar su autoridad sobre Italia e intensificar los lazos feudales, consolidando la presencia Habsburgo en Italia, que permaneció hasta el periodo Napoleónico. Los territorios costeros de Génova, Toscana, Lucca y Massa tuvieron que pagar una contribución monetaria, mientras las zonas interiores de Módena, Mantua, Mirandola, Parma y Guastalla se asignaron para acantonar las tropas austriacas. La autoridad de los Habsburgo se reforzó con la intervención del Reichshofrat frente a los duques pro-borbónicos: el emperador desposeyó en 1707 al duque de Mantua, Fernando Carlos Gonzaga, otorgando posteriormente Montferrato al duque de Saboya, y Bozzolo y Sabbioneta al duque de Guastalla, Vincenzo Gonzaga; en 1709, desposeyó al duque de Mirandola, Francisco María Pico, que vendió tres años más tarde al duque de Módena Rinaldo de Este. Con su autoridad confirmada en el norte y sus tropas en posesión del sur, el emperador José procedió contra el papa Clemente XI (1700-1721), puesto que no había reconocido las adquisiciones de los Habsburgo. y de este modo quería asegurarse la adscripción del pontífice a la Gran Alianza.
La bula de excomunión contra las tropas imperiales que extrajeran contribuciones del clero del ducado de Parma fue el detonante, el emperador reclamó la suzeranía de las ciudades imperiales italianas, y que los ducados de Parma y Piacenza eran antiguas dependencias del reino de Italia, en el que los duques Farnesio habían recibido la investidura del emperador. Además, confiscó los ingresos eclesiásticos, y se apoderó de Comacchio. Entonces el Papa, se opuso a un resurgimiento de la dominación imperial en Italia, declaró la guerra en octubre de 1708 al Emperador, y movilizó tropas, pero los aliados de Austria: Inglaterra y las Provincias Unidas, vieron este frente italiano como una distracción de una campaña directa sobre Francia. Ante el éxito de la campaña imperial en los territorios pontificios, ante el temor de un nuevo saco de Roma, la derrota papal en Bondeno, que permitió la ocupación imperial de Romaña y las Marcas; el Papa capituló en 1709, aceptando la manutención de las tropas imperiales y reconociendo al hermano del emperador como rey de España obteniendo la restauración de sus territorios ocupados. 
El Emperador murió en 1711, y su hermano, el pretendiente al trono español como Carlos III, fue elegido emperador Carlos VI, lo que propició un compromiso internacional para acabar la guerra. Los tratados de Utrecht (1713) y de Baden (1714) sentenciaron la adjudicación de los reinos de Nápoles y Cerdeña (cedida al duque de Saboya a cambio del reino de Sicilia por el Tratado de La Haya, 1720), más el ducado de Milán, el de Mantua y los presidios de Toscana al emperador Carlos VI (aún entonces reclamante del trono español). De este modo, tras la Guerra de Sucesión en España, se aseguró la presencia de los Habsburgo en Italia, que se mantuvo a lo largo del siglo XVIII en competencia a los intereses borbónicos españoles en el territorio. Este engrandecimiento de Austria en Italia provocó temor en Inglaterra de que se revivieran activamente las antiguas prerrogativas imperiales en Italia, y de esa forma se favoreció el fortalecimiento de la Casa de Saboya para contrarrestar el poder austríaco: el tratado de Utrecht garantizó al duque de Saboya la investidura de Montferrato, Alejandría y Valencia, el territorio entre los ríos Tanaro y Po, Lomellina, Valsesia y el Vigevanesco, como feudos del imperio, así como el título de rey de Sicilia.
Desde entonces, el emperador fue visto como un contrapeso a la influencia papal y como un defensor de los territorios débiles respecto de las intrusiones de Estados más poderosos como Saboya, Toscana o Nápoles. Así, la conexión italiana era importante en el prestigio imperial, y desde Italia se miraba a Viena o Ratisbona (sede del Reichstag) para liderazgo y asistencia, ejemplos tenemos como una delegación italiana dirigiéndose al emperador Carlos VII en 1742, en la cuestión de San Remo en el Reichshofrat contra la república de Génova a mediados del siglo XVIII, también el emperador José II asumió su papel en Italia con decretos contra el bandolerismo en 1767, 1777 y 1788, y a fines del siglo XVIII el Reichstag aún discutía asuntos italianos. La nobleza italiana pertenecía al mismo nexo cultural cosmopolita circunscrito a la Alemania católica, sin embargo, los nexos fueron cortados con la disolución del Imperio desde 1801, y no fueron restaurados cuando Austria recuperó sus antiguas posesiones en el congreso de Viena de 1815.
La Guerra de la Cuádruple Alianza reactivó los intereses españoles en Italia, los tratados de La Haya (1720), de Sevilla (1729) y de Viena (1731) aseguraron la posesión de Carlos de Borbón como duque de Parma y Piacenza tras la extinción la descendencia Farnesio, para ello el Comisario imperial, Carlo Borromeo Arese, impidió las pretensiones pontificas sobre los ducados de Parma y Piacenza y aseguró la sucesión en Carlos de Borbón como feudatario del emperador. Pero la guerra de sucesión polaca (1733-1735) cambió la situación italiana, a pesar de la pérdida de los Habsburgo de Nápoles y Sicilia en favor de Carlos de Borbón, el Emperador obtuvo los ducados de Parma y Piacenza, así como aseguró a su yerno (y futuro emperador Francisco I) y descendientes (hasta 1859) el Gran Ducado de Toscana con la extinción de la descendencia de la familia Médici, pero por otro lado tuvo pérdidas territoriales en Milán (Novara y Tortona) en beneficio de Saboya, con lo que mantuvo unos territorios más compactos, que pudo defender más exitosamente frente a los envites de los ejércitos borbónicos de Francia-España-Nápoles durante la guerra de sucesión austriaca (1740-1748). El Tratado de Aquisgrán (1748) otorgó los ducados de Parma y Piacenza junto con el de Guastalla (en posesión de los Habsburgo tras la extinción de la familia Gonzaga en 1746) al infante Felipe de Borbón. 
Finalmente, el tratado de Aranjuez de 14 de junio de 1752, los Habsburgo y los Borbones normalizaron sus relaciones en Italia. Ante el fallecimiento del rey Fernando VI de España y su sucesión por su hermano el rey Carlos de Nápoles y Sicilia en 1759, las condiciones del tratado de Aquisgrán establecían la retrocesión de Parma y Guastalla a Austria y Piacenza a Saboya, mientras que Felipe de Borbón hubiera sido rey de Nápoles y Sicilia. Sin embargo, un tratado de 3 de octubre de 1759 no alteró la situación en Italia: la renuncia a la retrocesión de Parma, Piacenza y Guastalla y el aseguramiento de la posición de las ramas de Borbón-Parma y de Borbón-Dos Sicilias en sus respectivos territorios. Desde entonces la situación en Italia quedó fuera del escenario bélico europeo durante 40 años, aunque permaneció la estructura institucional del Reichsitalien hasta las campañas revolucionarias de Francia.